# Los cuatro jinetes del apocalipsis (1962)
Los cuatro jinetes del apocalipsis (Four Horsemen of the Apocalypse) es una película estadounidense de 1962 cuyo guion, de Robert Ardrey y John Gay, está basado en la novela homónima de 1916, escrita por Vicente Blasco Ibáñez. 
La película fue dirigida por Vincente Minnelli, y contó con la actuación de Glenn Ford, Ingrid Thulin, Charles Boyer, Lee J. Cobb y Paul Lukas.
Los hechos narrados en la novela tienen lugar en la Francia de 1914, en el tiempo de la Primera Guerra Mundial; los de la película, durante la Segunda Guerra Mundial.

## Sinopsis
Julio Madariaga (Lee J. Cobb), el patriarca de una rica familia argentina, ve como el ascenso del nazismo en Europa divide a su familia. La parte francesa, encabezada por Julio Desnoyers (Glenn Ford), se enfrentará a la parte alemana, los Von Hartrott, cuya militancia nazi les permitirá ocupar puestos de importancia en la Werhmacht. Finalmente, al estallar la Segunda Guerra Mundial, ambas familias se dividen y enfrentan.

## Reparto
- Glenn Ford - Julio Desnoyers
- Ingrid Thulin - Marguerite Laurier
- Charles Boyer - El padre de Julio
- Paul Lukas - Karl von Hartrott
- Yvette Mimieux - Gigi
- Lee J. Cobb - Madariaga
- Karlheinz Böhm - Heinrich von Hartrott
- Nestor Paiva - Miguel